# 超大和型戰艦
超大和级战列舰代号“A-150”，是大日本帝國海軍长期坚持质量优先的设想产物，根据设计方案一旦面世便是世上最强大的战列舰，舰上计划装备六门510毫米舰炮，是世上最大的舰炮。
日本1938至1939年基本完成设计大和级战列舰便马上开始研究超大和级，1941年初基本完成。但日本此时已将重心转移到航空母舰和其他小型军舰，准备与美国开战。超大和级没有进入建造阶段，大部分设计细节都在战争结束之际销毁。

## 背景与设计
日本政府20世纪30年代开始转向极端民族主义，计划夺取东南亚资源丰厚的欧洲殖民地，结合太平洋防御岛链建立以本土为中心的大帝国，人称“大東亞共榮圈”。计划涉足的地域范围极广而且很可能要和美国对抗，促使日本建造并维持大规模舰队，满足占领并守御上述领土所需。工业实力远胜日本的美国威胁特别大，美国国会要员誓要“在海军竞赛中以三比一击败日本”。
大日本帝国海军至少在1896年就确定日本的军舰产量不可能追上潜在对手，决定海军舰船始终立足质量优先，要比他国同级舰艇火力更强来抵消数量劣势。此后40年间日本多次取得质量领先，如第一次世界大战前夕的金刚级战列巡洋舰，一战结束之际的长门级战列舰，以及20世纪30年代的大和级战列舰。超大和级也是质量优先思想产物，坚持要比最可能对抗的英美海军更强。
1920至1921年，日本造出480毫米舰炮，大幅提升军方设计信心，超大和级的早期构想计划配备八到九门510毫米舰炮，以双联或三联装炮塔搭载。设计人员希望舰速最高可达30节（每小时56公里），与最高速度27节（每小时50公里）的美国北卡罗来纳级战列舰相比就有显著优势。但测试数据表面，如此规模的舰排水量需达约9.1万吨，实在“太大太贵”，只能缩减规格。
超大和级的正式设计研究在1938至1939年开始，早期主要是为刚设计完成的大和级创造下一代类似舰型。日本预计美国会探悉大和级的确切参数，特别是刷新世界最大口径舰炮纪录的460毫米主炮，打算在美国建造同等武器之时推出装有六门510毫米舰炮的超大和级继续压制。

## 规格
超大和级战列舰最主要的设计目标在1941年初完成，但都像其他关联文件一样在战争结束之际销毁。全面销毁记录的同时，日本二战前就竭力防止舰艇情报落入外国之手，战争期间更是如此，导致历史学家研究超大和级的信息有限，确切规格始终没有定论
。
本文中的數據為估計值，數據會因書籍的不同而不一樣，舰只排水量估计比大和级略高，约为7.1万吨

### 舰炮
超大和级战列舰设计方案由三座砲塔分布的六门双联装45倍徑510毫米舰炮构成主炮，如果落实，这将超越大和级的460毫米舰炮，刷新主力艦武器口径纪录，是历史学家威廉·加兹克（William H. Garzke）与罗伯特·杜林（Robert O. Dulin）认定超大和级将是“史上最强大战列舰”的关键。1941年，吴海军工厂已投产一到两门510毫米舰炮，炮塔的设计细节也已拟定。每个炮塔重2780吨，每管舰炮重227吨，两者结合总长23.56米，膛长约22.84米，穿甲弹重达1950公斤。
超大和级战列舰的副炮构成尚无定论，历史学家埃里克·拉克鲁瓦（Eric Lacroix）与林顿·威尔斯（Linton Wells）称设计人员考虑安装大量65倍径九八式100毫米高平两用炮（Dual-purpose gun），但尚未敲定。副炮最大仰角为直角，有效垂直射程达1.1万米，水平射程1.4万米。副炮以每秒1030米炮口初速发射13公斤弹丸，炮管磨损导致设计寿命缩短到仅350发炮弹，每分钟能发射15到19发。

## 建造
日本与美国的战争渐趋无可避免，威胁远超中国抗日战争，情况在1940年中期日軍入侵法屬印度支那后更加明显。1941年初超大和级战列舰的设计已近尾声，但日本仍然中止所有战列舰设计，工作重心转向更加优先的航空母舰与巡洋舰等军舰。日本原计划在1942年投产两艘超大和级战列舰，代号分别是“第七九八号舰”与“第七九九号舰”。其中第七九八号舰将在建造信濃號航空母艦的造船厂一同建造，第七九九号舰则将在吳市建造大和號戰艦的造船厂下水第四艘大和级战列舰后建造，预计两舰在1946至1947年完工。但中途岛海战过后日本战局不利，除战列舰外的其他舰种始终供不应求一直到战争结束。

## 脚注
1. 1 2 3 4 5 6 7  Garzke & Dulin（1985年），第85页
2. ↑  Willmott（1999年），第32页
3. ↑  Schom（2004年），第42–43页
4. ↑  Willmott（1999年），第22页
5. ↑  Thurston（1935年），第7页
6. ↑  Evans & Peattie（1997年），第59页
7. 1 2 3  Garzke & Dulin（1985年），第85–86页
8. ↑  Muir（1990年），第485页
9. ↑  Skulski（1989年），第8页
10. ↑  Breyer（1973年），第330页
11. ↑  Garzke & Dulin（1985年），第85, 88页
12. ↑  Lacroix & Wells（1997年），第755页
13. ↑  Lacroix & Wells（1997年），第626页